# Inwestycja brownfield
Inwestycje brownfield – rodzaj inwestycji realizowanych poprzez ponowne wykorzystanie terenów, budynków lub obiektów infrastruktury przemysłowej (często zdegradowanych), którym nadaje się nowe funkcje. To pojęcie może także oznaczać zakup działającego przedsiębiorstwa i jego restrukturyzację.
Inwestycje brownfield mogą być bardziej preferowane niż inwestycje typu greenfield, ponieważ pozwalają na lepsze wykorzystanie zasobów (przede wszystkim przestrzeni) i mają mniejsze oddziaływanie na środowisko. Często wymagają również mniejszych nakładów inwestycyjnych, a także pozwalają na szybsze rozpoczęcie działalności.